# Nhảy sạp

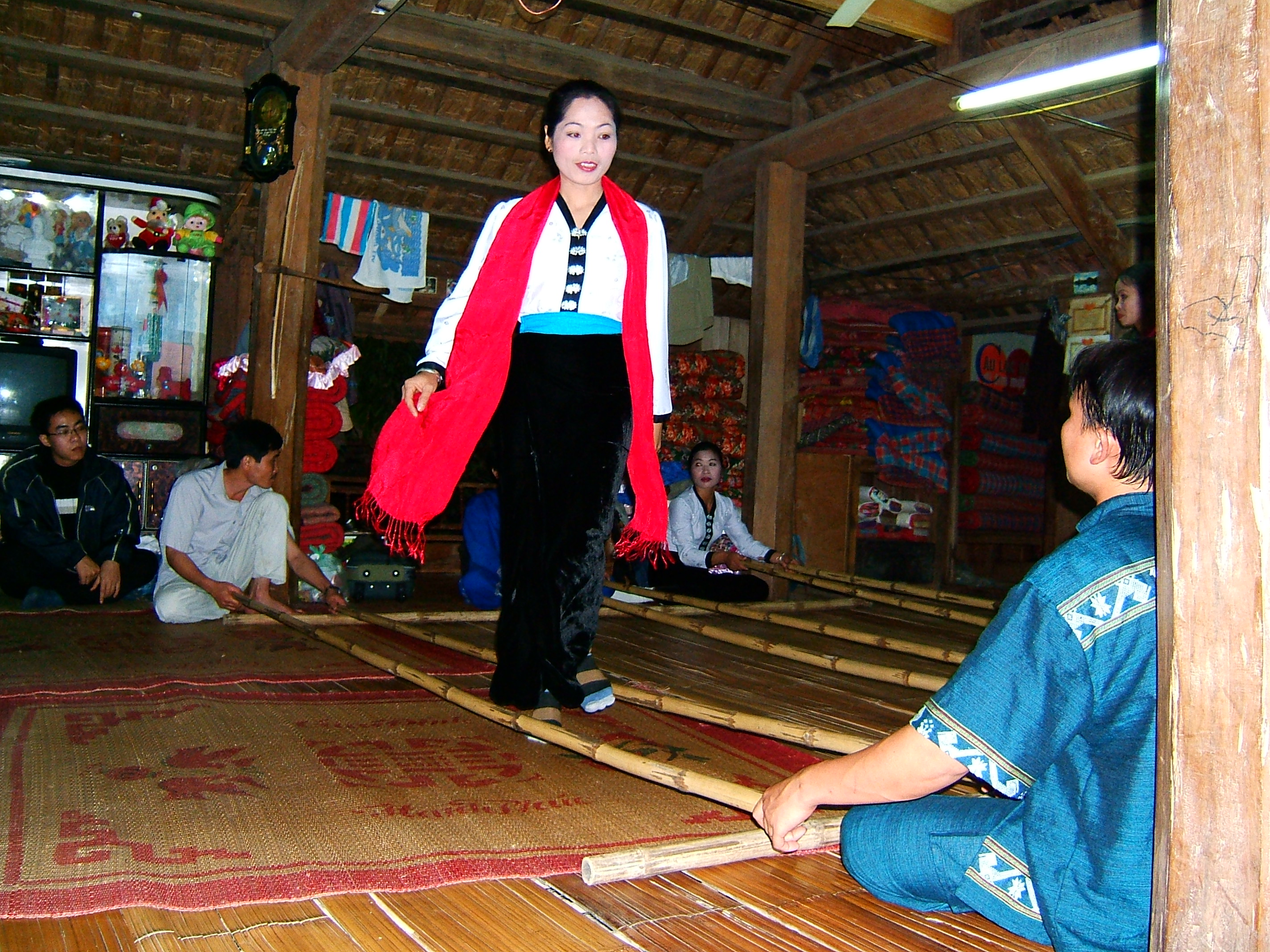
Nhảy sạp ở Sơn La

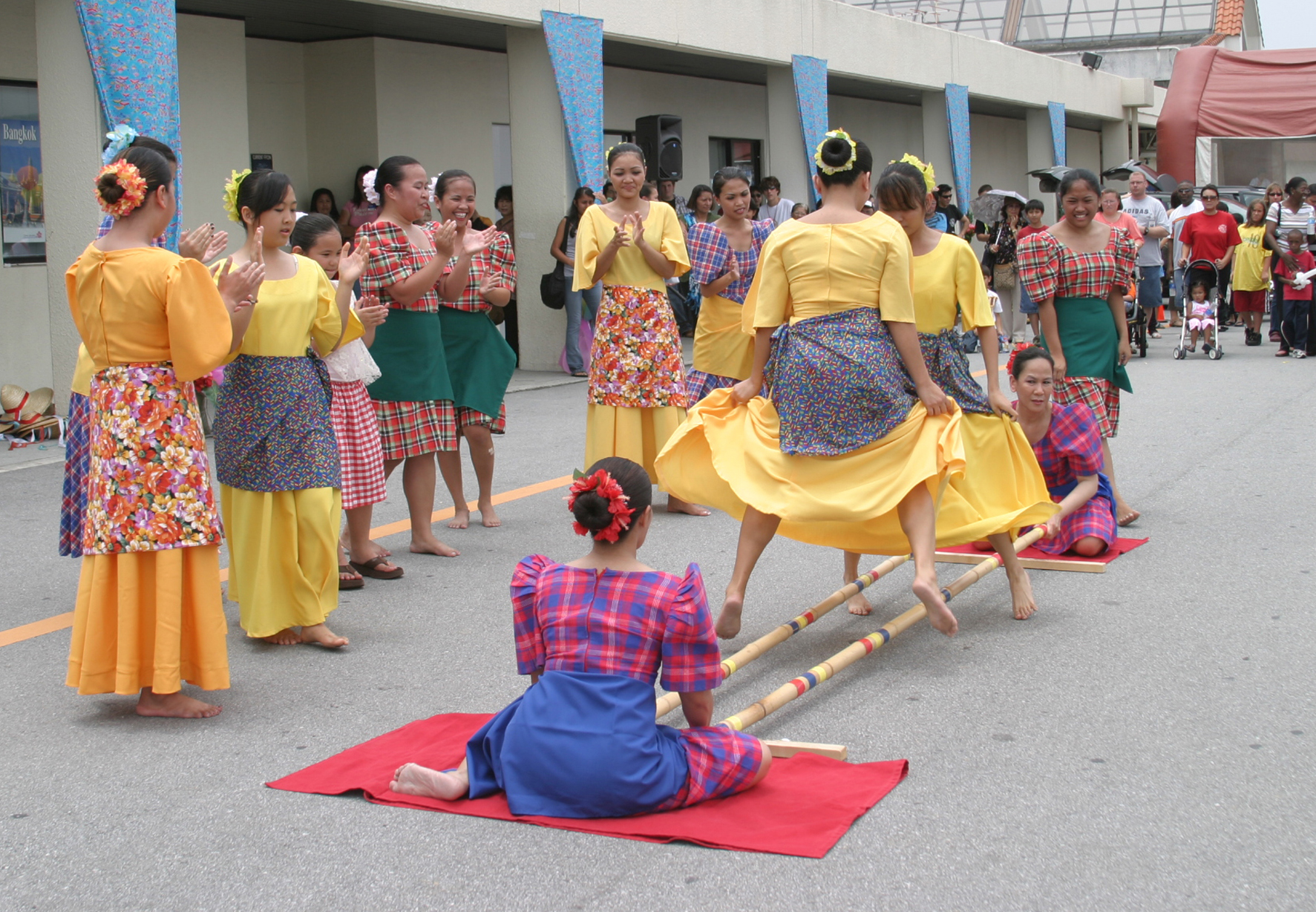
Tinikling- điệu nhảy sạp của người dân Philippines

Nhảy sạp hay múa sạp (tiếng Anh: Cheraw dance) là một điệu nhảy hoặc múa trên những thanh tre. Đây là nét văn hóa của người dân các dân tộc ở châu Á, nhất là ở Ấn Độ, khu vực Đông Nam Á như Lào, Thái Lan, Campuchia, Việt Nam, Philippines, đảo Borneo ở Malaysia,...
Ở Việt Nam, đây là nét văn hóa của đồng bào dân tộc thiểu số vùng Tây Bắc. Các dân tộc ở Việt Nam thường tổ chức múa sạp vào các ngày hội, lễ tết, như ngày mùa, Tết Nguyên Đán hay vào các đêm trăng sáng (người Khơ Mú ở Điện Biên).

## Lịch sử
.
Trước đây, các nhà nghiên cứu lịch sử văn hóa kết luận múa sạp là của dân tộc Mường. Sau này lại có các ý kiến khác cho rằng điệu múa này không phải chỉ riêng của người Mường, mà còn phổ biến với người Ấn Độ và các dân tộc Đông Nam Á.
Một trong những điệu múa dân gian phổ biến nhất ở Philippines là Tinikling. Các điệu múa truyền thống, thường liên quan đến một cặp của hai cột tre, được coi là lâu đời nhất trong cả nước và hấp dẫn của nó đã lan rộng trên toàn cầu - đặc biệt là Hoa Kỳ.
Tinikling được cho là được đặt theo tên của loài chim chân dài được gọi là tikling ở Philippines. Loài chim này thuộc về một số loài đường sắt, nhưng tên gọi này thường đề cập đến Đường sắt ngực (Gallirallus striatus), Đường sắt băng (Gallirallus philippensis), và đường ray (Gallirallus torquatus).
Một người nhảy múa Tinikling bắt chước các chuyển động của một con chim tikling (do đó, giống như tikling) như chim đi trên cỏ hoặc né tránh bẫy tre được thiết lập bởi nông dân Philippines trên cánh đồng lúa rộng lớn.
Theo các tài liệu lịch sử, điệu múa Tinikling bắt nguồn từ sự chiếm đóng của Tây Ban Nha ở Philippines - đặc biệt là trên đảo Leyte. Những người nông dân trồng lúa trên quần đảo Visayan thường đặt bẫy tre để bảo vệ cánh đồng của họ, nhưng những con chim tikling đã né tránh bẫy của họ. Người dân địa phương bắt chước phong trào của các loài chim, và được cho là, đó là cách điệu múa dân gian truyền thống đầy kịch tính này được sinh ra.
Tuy nhiên, theo truyền thuyết, điệu nhảy sạp bắt nguồn từ thời kỳ thuộc địa Tây Ban Nha khi người dân địa phương được vua Tây Ban Nha ra lệnh làm việc trên những đồn điền lớn. Những người không làm theo lệnh của mình hoặc làm việc quá chậm đã được đưa ra một hình phạt: để đứng giữa hai cọc tre.
Những cọc này sau đó được vỗ vào nhau trong một nỗ lực để đánh bại chân người Philippines. Để thoát khỏi sự trừng phạt này, người Philippines sẽ nhảy lên khi hai cái cột được vỗ tay. Thực hành nhảy giữa các cực này cuối cùng đã biến đổi từ một thử thách thành một điệu nhảy nghệ thuật. Tinikiling được coi là một điệu nhảy quốc gia ở Philippines và hầu như mọi người Philippines đều biết cách làm. Vì đây là một điệu nhảy ấn tượng, nó thường được biểu diễn trong những dịp đặc biệt như các lễ hội truyền thống của Philippines hoặc tại các buổi biểu diễn ở trường và sân khấu. Một số người nói rằng điệu nhảy này đại diện cho hầu hết các đặc điểm của hai nhân vật chính của Filipino: Chúng có khả năng đàn hồi và vui vẻ.
Để nhảy Tinikling, bạn cần hai cặp cọc tre dài 6–12 feet (khoảng 1, 8-3, 7 mét). Nữ vũ công thường mặc một chiếc váy được gọi là Balintawak (một chiếc váy đầy màu sắc với tay áo cong) hoặc một Patadyong (một chiếc váy lỏng rô rô thường được mặc với một chiếc áo mỏng sợi). Nam giới mặc một chiếc áo sơ mi thêu chính thức mà không được gọi là Barong Tagalog — đó là trang phục quốc gia của đất nước cho những người đàn ông Philippines. Barong thường được kết hợp với quần màu đỏ. Tất cả các vũ công đều biểu diễn Tinikling trong khi đi chân đất.
Nhảy sạp Cheraw là một điệu nhảy văn hóa truyền thống được biểu diễn ở Mizoram, Ấn Độ bao gồm chủ yếu là sáu đến tám người đang giữ một cặp thanh tre trên một cây tre khác nằm ngang trên mặt đất. Các nghệ sĩ nam sau đó vỗ tay theo nhịp tre trong khi các nhóm vũ công nữ nhảy theo những bước phức tạp giữa những cây tre đang đập. Đây là điệu nhảy nổi tiếng và đẹp nhất ở Mizoram, và là trung tâm thu hút trong các dịp lễ hội. Những điệu nhảy tương tự được tìm thấy ở Viễn Đông và Philippines. Vào năm 2010, một kỷ lục Guinness thế giới về số lượng vũ công múa cheraw lớn nhất cùng lúc đã được tạo ra.
Người ta tin rằng điệu nhảy Cheraw bắt nguồn từ đầu thế kỷ 1 sau Công nguyên. Những thanh tre dài được sử dụng cho điệu nhảy này, do đó nhiều người gọi nó là "Múa tre". Vào thời xa xưa, điệu nhảy Cheraw được thực hiện trong các nghi lễ như được tin, để mang lại niềm an ủi cho linh hồn của một người mẹ quá cố đã qua đời để lại đứa con mới sinh của mình trên trái đất. Tuy nhiên, ngày nay, tín ngưỡng truyền thống đã bị pha loãng và chân trời của Cheraw Dance đã mở rộng đáng kể. Trên thực tế, điệu nhảy này được thực hiện vào mỗi dịp bởi Mizo of Mizoram.
Nhảy sạp cũng được phân bố rộng rãi trên các nước ở Đông Nam Á như Lao Kra Top Mai từ Thái Lan , Robam Kom Araek từ Campuchia 
, Karen hoặc Dance Chin từ Myanmar, Alai Sekap ở Brunei
 và Magunatip từ Sabah, Đông Malaysia.

Ở Đài Loan cũng có điệu nhảy sạp tương tự gọi là Ami Bamboo Dance.  
 hay người Va ở Myanmar hay tỉnh Vân Nam, Trung Quốc và người Dao ở Trung Quốc cũng nhảy sạp.

## Cách thức
Để tổ chức một buổi nhảy sạp, người ta chuẩn bị hai cây tre lớn, chắc và đủ dài làm sạp chính, cùng với nhiều cặp sạp con nhỏ hơn. Hai chiếc sạp chính đặt cách nhau một khoảng rộng vừa đủ để gác hai đầu các sạp con; từng cặp sạp con đặt song song, tạo thành một dàn sạp. Sạp được đặt trên một khoảng không gian trống, bằng phẳng để đủ chỗ cho cả những người tham gia múa và khán giả cổ vũ xung quanh.